# Room to Read
Room to Read es una organización sin ánimo de lucro de índole benéfica fundada por un antiguo empleado de Microsoft, John Wood. La organización tiene sus oficinas principales en San Francisco, California. Se dedica a construir infraestructura educacional en países en desarrollo. Su modelo único de donaciones, en el donador sabe exactamente cuanto cuesta adoptar un proyecto (construir una escuela, una biblioteca, o una sala de informática o financiar una beca) ha tenido mucho éxito porque el donador sabe exactamente como se usa el dinero. Tienen operaciones en muchos países del sur y sureste de Ásia, incluso Nepal, India, Vietnam, Camboya, Laos, y Sri Lanka. Ha extendido su trabajo a África, empezando con Sudáfrica y más recientemente en Zambia.

## Historia
En 1998, John Wood fue de vacaciones a las montañas de Nepal. Allí, encontró a un funcionario de recursos didácticos que se llama Pasupathi. Pasupathi le ofreció mostrarle una de las escuelas que administró. Cuando llegaron a la escuela, Wood encontró una biblioteca pequeña e insuficiente: Finnegan's Wake, una novela romántica, una guía turística para Mongolia, y poco más. Los libros estaban tan preciosos que estaban guardados bajo llave por miedo a ser dañado por los niños. Pasupathi le dijo, "Tal vez, Señor, algún día Usted se vuelva con libros." Después de volver de la excursión, Wood logró recolectar más de 3000 libros de amigos, conocidos y donadores. Volvió entonces con seis burros para entregar los libros acompañado por su padre. En 1999, John Wood funda Books for Nepal, organización sin fines de lucro que luego se convertiría en Room to Read.
Room to read abrió operaciones en Vietnam el 2001 gracias al apoyo de la ahora jefa de operaciones Erin Keown. La organización se expandió rápidamente a otros países. Camboya en 2002 e India 2003. El tsunami provocado por el Terremoto del Océano Índico de 2004 significó un catalizador para la entra de Room to Read en Sri Lanka y luego Laos. En 2007 Room to Read abrió operaciones en Zambia.